# Francesco Granet
Francesco Granet (Brignoles, 1692 – Parigi, 16 aprile 1741) è stato un critico letterario e traduttore francese.

## Biografia
Francesco Granet, in francese François Granet, era figlio di Honoré Granet et di Madeleine Crozet e fratello dell'avvocato e censore reale  Jean Joseph Granet (1685-1759) che scrisse, nel 1730, una storia sull'Hôtel des Invalides. La sua famiglia era probabilmente imparentata con quella di Perrinet Gressart  de Granet (1380 circa-1438),  scudiero di Filippo III di Borgogna (1396-1467). Dopo aver preso i voti si trasferì a Parigi dove  fu redattore della rivista "Bibliothèque française" e collaboratore della rivista "Nouvelliste du Parnasse" fondata da Pierre-François Guyot Desfontaines (1685-1745). Tradusse il The Chronology of Ancient Kingdoms di Isaac Newton e nel 1729 "An essay on the civil wars of France -Essai sur les guerres civiles de France" di Voltaire apparso per la prima volta nel 1727 in inghilterra. Nel 1731 curò e pubblicò  le  opere del teologo Jean de Launoy (1603-1678) che prese posizione contro l'infallibilità pontificia a favore del concilio, negando il valore dogmatico alla dottrina dell'Immacolata Concezione e sostenendo che l'assunzione debba intendersi per la sola anima di Maria. Jean de Launoy polemizzò inoltre contro il Giansenismo circa la penitenza e il valore dell'assoluzione; considerò il matrimonio come semplice contratto civile sottoposto all'autorità secolare. Nel 1740 pubblicò un libro su Pierre Corneille e Jean Racine, con riflessioni sulla critica contemporanea.

## Opere
- "Le Spectateur inconnu", Paris 1724
- "Vérités littéraires sur la tragédie d'Hérode et Marianne de M. de Voltaire" ; Paris, 1725, in-8° ;
- François Granet et Pierre Lebrunm, "Discours sur la comedie", Paris 1731
- François Granet et Desfontaines "Le nouvelliste du Parnasse, ou Reflexions sur les ouvrages nouveaux: Volume 2" Paris 1734
- François Granet et  Le Fèvre de Morsan, "Des Mœurs Et Des Usages Des Romains", Paris 1739
- Recueil de Dissertations sur plusieurs tragédies de Corneille et de Racine, avec des réflexions pour et contre la critique des ouvrages d'esprit ; et des jugements sur ces dissertations; Paris, 1740, 2 vol. in-12
- Réflexions sur les Ouvrages de Littérature ; Paris, 1736-1740

## Traduzioni
- La Chronologie des anciens royaumes - the chronology of ancient kingdoms amended, by Isaac Newton, translated from Newton by Francois Granet, Paris 1728
- Essai sur les guerres civiles de France, tiré de plusieurs manuscrits curieux. Traduit de l'anglois, de Mr de Voltaire. [par l'abbé Granet]. La Haye : M.G. De Merville, 1729
- la traduction de l'Histoire des flagellants, par Jacques Boileau

## Fonti e Bibliografia
- Donald Stephen Schier, "Louis Bertrand Castel: anti-Newtonian scientist", The Torch press, 1941
- Trusten W Russel, "Voltaire, Dryden & herioc tragedy", 1946
- Katherine Ernestine Wheatley, "Racine and English classicism", University of Texas Press, 1956
- Frank Edward Manuel, "Isaac Newton, historian", Belknap Press of Harvard University Press, 1963
- Geoffrey Brereton, "French Tragic Drama in the Sixteenth and Seventeenth Centuries", London 1973
- Francesca Bianca, Crucitti Ullrich, "La Bibliothèque italique", Napoli, 1974
- Patrick Henry, "Voltaire and Camus: the limits of reason and the awareness of absurdity", Voltaire Foundation, Thorpe Mandeville House, 1975
- Francesco Bottin, Mario Longo, Gregorio Piaia, "Dall'età cartesiana a Brucker", Editrice La Scuola, 1979
- Karl A. Gschneidner, LeRoy Eyring, "Handbook on the Physics and Chemistry of Rare Earths: without special title", North-Holland Publishing Company, 1984
- Dante Lénardon, "Index Du Journal de Trévoux", 1701-1767", Publisher, Slatkine, 1986
- Theodore Besterman "Voltaire The complete works of Voltaire, Volume 3 Institut et Musée Voltaire, 2004
- Derek F. Connon, "Identity and Transformation in the Plays of Alexis Piron", London 2007
- Giovanni Santinello, "Models of the History of Philosophy: Volume II: From Cartesian Age to Brucker", Springer, 2010